# Preussenstadion
Das Preussenstadion ist ein Fußballstadion im Berliner Ortsteil Lankwitz des Bezirks Steglitz-Zehlendorf. Der Fußballverein BFC Preussen, in dessen Eigentum das Stadion ist, trägt seine Heimspiele im Stadion aus, das für 3000 Zuschauer, darunter 200 Sitzplätze, zugelassen ist.

## Geschichte
Bei der Eröffnung am 23. Oktober 1938 betrug das Fassungsvermögen noch 20.000 Zuschauer, allerdings wurde die Anlage im Zweiten Weltkrieg zerstört und erst nach und nach wieder aufgebaut. Beim Eröffnungsspiel 1938 unterlag der BFC Preussen mit 0:3 gegen Fortuna Düsseldorf vor 8000 Zuschauern, was vermutlich bis heute die Rekordbesucherzahl ist. Nach dem Krieg wurde das Stadion durch die US-Armee unter anderem auch für Baseball-Spiele genutzt.
Zuvor war der BFC Preussen im alten Preussen-Stadion beheimatet, das 1936 dem Flughafen Tempelhof weichen musste. Vom Tempelhofer Stadion sind die Betonstufen als „älteste Stehtraversen von Berlin“ erhalten. Mit dem Ausbau des Kamenzer Damms musste in den 2000er Jahren die Nordkurve des Stadions abgerissen werden.
In der Saison 2022/23 war außerdem der Verein Delay Sports Berlin in dem Stadion beheimatet.
Ab der Saison 2025 ist das Preussenstadion Heimspielstätte des American-Football-Teams Berlin Thunder in der European League of Football.
Für die Saison 2025/26 erfüllt das Stadion wegen fehlender Abtrennung des Bereichs für auswärtige Zuschauer, wegen unzureichender Flutlichtanlage und fehlender Tribünenüberdachung nicht die Qualitätsstandards für die Austragung von Spielen der Fußball-Regionalliga Nordost; dank bestehender Übergangsfristen wird eine Sonderregelung erwogen.